# Georg Liebler

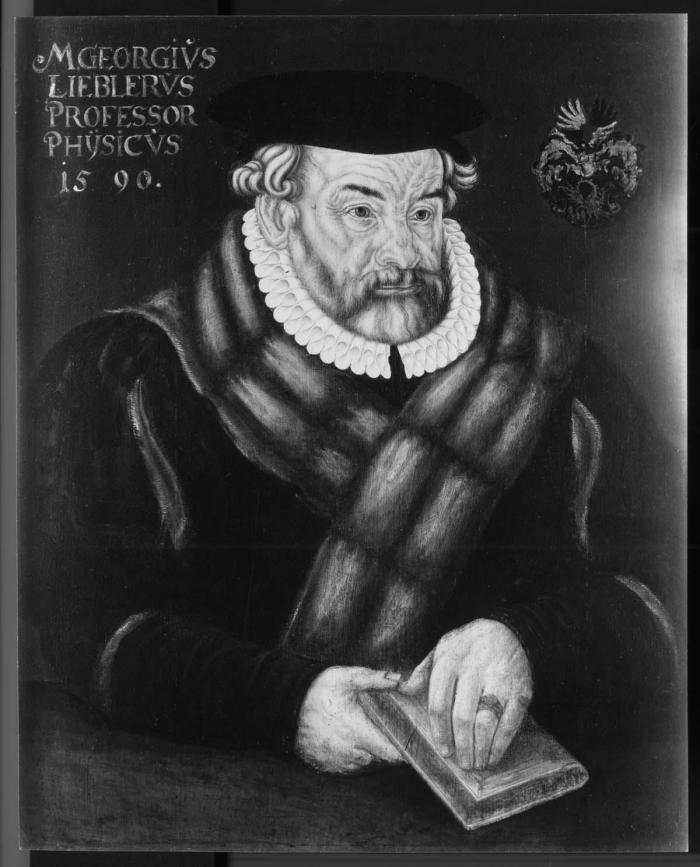
Porträt von Hans Ulrich Alt, 1590, aus der Tübinger Professorengalerie

Georg Liebler (* 9. Oktober 1524 in Neckartenzlingen; † 30. Januar 1600 in Tübingen) war Professor für Philosophie, Sprachen, Physik, Eloquenz und Poesie sowie Rektor an der Universität Tübingen.

## Leben
Georg Liebler besuchte 1531 die Schule in Nürtingen, dann die Trivialschule in Tübingen, bevor er sich 1537 an der dortigen Universität immatrikulieren ließ und ein Stipendium von Herzog Ulrich erhielt. 1541 wurde er Bakkalaureus und 1544 Magister. Anschließend studierte er Theologie und nahm 1546 noch als Stipendiat am Regensburger Religionsgespräch teil.
Von 1547 bis 1548 war er Pfarrer in Derendingen. 1548 heiratete er Maria Crunder, die Tochter eines herzoglichen Rates, musste aber wegen des Augsburger Interims seine Pfarrstelle aufgeben und wurde auf die Professur für Latein und Griechisch nach Tübingen berufen. 1553 wurde er als Nachfolger von Jakob Degen (Johann Jacob Brucker Schegk, Jakob Scheckius; 1511–1587) auf eine Professur für Physik berufen.
Von 1552 bis 1556 war er Stiftsephorus im evangelischen Stift. Von 1560 bis 1592 war er Pädagogiarch. Von 1575 bis 1578 war er Professor der Eloquenz und Poesie. Im Sommersemester 1588 bekleidete er das Amt des Rektors der Universität. 1594 gab er aus Altersgründen alle seine Ämter auf, lebte aber bis zu seinem Tod als Pensionär im Stift.

## Werke
- Oratio funebris de vita et morte … Sabinae … Ducis Vuirtembergensis … Coniugis, Tübingen 1564 (online)
- Epitome philosophiae naturalis, Basel 1586 (online)
- Lieblers Vorlesungen über Aristoteles’ De anima sind als handschriftliche Mitschrift überliefert.[3]